# Mesteacăn (okręg Caraș-Severin)
Mesteacăn – wieś w Rumunii, w okręgu Caraș-Severin, w gminie Cornereva. W 2011 roku liczyła 34 mieszkańców. 